# Christuskirche (Bochum-Linden)

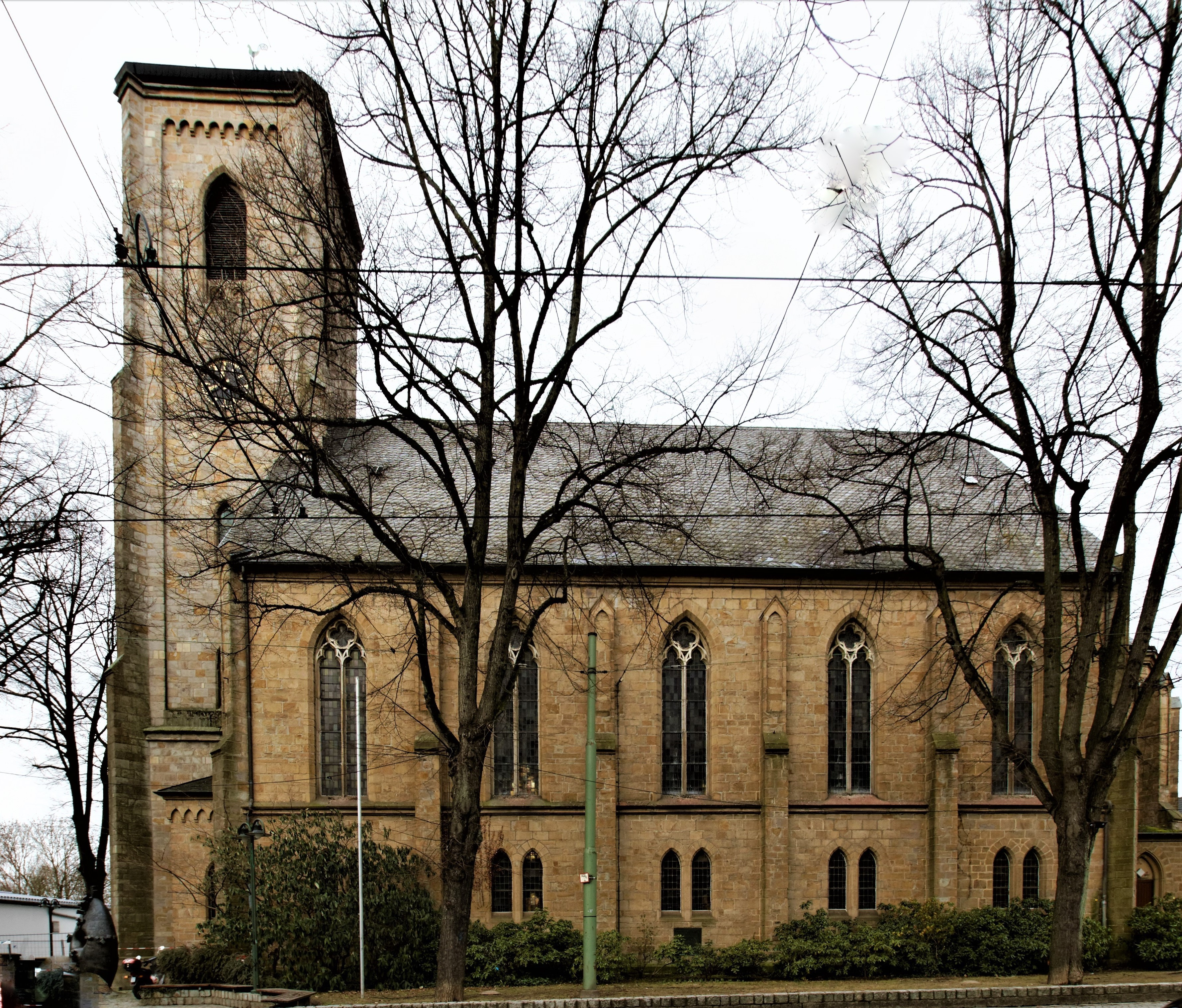
Christuskirche

Die Christuskirche an der Hattinger Straße in Bochum-Linden ist ein Kirchengebäude der evangelischen Kirchengemeinde Bochum-Linden. Sie wurde 1874 bis 1877 nach Plänen des Wittener Baumeisters Friedrich Ellinghaus  im Stil der Neogotik erbaut gebaut. In den letzten Tagen des Zweiten Weltkriegs, am 11. April 1945, einen Tag nachdem die Bochumer Innenstadt von den US-amerikanischen Truppen schon eingenommen war, brannte sie bei den Kämpfen in Linden aus. Sie wurde von 1950 bis 1953 wiedererrichtet. Der Außenbau aus Ruhrsandstein steht unter Denkmalschutz. Es handelt sich bei der Christuskirche um eine Saalkirche.
In direkter Nachbarschaft befindet sich die katholische Liebfrauenkirche.

## Geschichte

### Vorgängerbau
Bereits vor der derzeitigen Christuskirche gab es ein Gotteshaus der evangelischen Kirchengemeinde Linden. Dabei handelte es sich um die Antoniuskapelle. Diese soll bereits im 15. Jahrhundert erbaut worden sein. Eine Beschreibung im Lagerbuch der evangelischen Kirchengemeinde Linden aus dem Jahr 1857 beschreibt sie wie folgt:
„Die Kirche liegt mitten im Dorf und ist von dem früheren Begräbnisplatz umgehen. Sie ist 50 Fuß lang, 32 Fuß breit und bis unter das Dach 20 Fuß hoch, von Bruchsteinen gebaut und mit dem kleinen hölzernen, mit Schiefer bekleideten Turm versehen.
Das Dach ist mit Ziegeln gedeckt.
Für die Gemeinde ist sie viel zu klein und bedarf überhaupt mit der Zeit bedeutender Reparaturen. Ihr Versicherungswert beträgt 3.580 Thaler.“
Tatsächlich war damals geplant, sie baulich zu erweitern. So ist eine Zeichnung des ursprünglichen Baus und auch einige Pläne und Skizzen zur Erweiterung erhalten.
Auch nach der Fertigstellung und Weihe der Christuskirche wurde die Kapelle noch einige Zeit als Raum für den Katechumenen- und Konfirmanden-Unterricht genutzt. 1895 wurde sie für 300 Mark verkauft und abgebrochen.

### Bau und Einweihung
Der Beschluss zu einem Neubau eines größeren Kirchenbaus für die Gemeinde Linden-Dahlhausen, damals gehörten die Kirchengemeinden der Ortsteile Linden und Dahlhausen noch zusammen, wurde am 7. April 1867 gefasst. 42.000 Thaler wurden für das Projekt veranschlagt. Der erste Spatenstich erfolgte am 14. Juni 1874 durch Pastor Ewald Steiniger. Der Baumeister war Friedrich Ellinghaus. Die Grundsteinlegung erfolgte am Freitag, den 16. Oktober 1874. Diese wurde von einem Festumzug und anderen Feierlichkeiten begleitet. Am Mittwoch, den 15. August 1877, wurde die Christuskirche um 10 Uhr eingeweiht. Das Gebäude fasste 1.200 Sitzplätze.

### Zerstörung im Zweiten Weltkrieg
Während des sogenannten Ruhrkessel im letzten Kriegsjahr 1945 fanden auch in Bochum-Linden Kämpfe statt. Bereits am 10. April 1945 war die Bochumer Innenstadt durch amerikanische Truppen eingenommen worden, doch wurde in dem Vorort Linden weiter versucht, die Alliierten abzuwehren. Am 11. April 1945 trafen in den Mittagsstunden drei Panzergranaten, aus Richtung Bochum-Weitmar kommend, den Turm der Christuskirche und innerhalb von 20 Minuten war das komplette Gotteshaus ausgebrannt. Die Glocken überstanden dies unbeschädigt und auch die Außenmauern blieben größtenteils erhalten, ebenso wie das Taufbecken.
Bis heute konnte wohl nicht geklärt werden, weshalb auf den Kirchturm geschossen wurde. Auch bleibt unklar, ob die Deutschen selbst oder die Amerikaner geschossen haben, und ebenso kann nicht mit Sicherheit gesagt werden, ob der Turm bemannt war.

### Wiederaufbau
Der Wiederaufbau erwies sich als langwieriges Unterfangen. So wurde erst 1948 genügend Geld gesammelt, um das Kirchendach wiederherzustellen. Durch weitere Sammelaktionen und Verkauf von Bausteinen war in den Jahren 1950/51 ein Kirchenbaufonds aufgestellt worden, sodass man die Architekten Klotzbach und Runge mit dem Wiederaufbau beauftragen konnte. Die Kosten beliefen sich, ohne Berücksichtigung der Orgel, auf ca. 270.000 DM. Davon stammten ca. 180.000 DM aus Spenden und Zuschüssen, der Rest wurde durch ein Darlehen finanziert, dessen Rückzahlung später die Kirchenleitung übernommen hat.
Einige architektonische Unterschiede zum Originalbau sind beim Wiederaufbau zu beobachten. So wurde beispielsweise auf die Wiedererrichtung der Emporen zu beiden Seiten des Langhauses verzichtet.
Am 8. März 1953 wurde die wiederaufgebaute Christuskirche eingeweiht.

### Sanierungs- und Renovierungsarbeiten 2012–2014
Im Jahr 2012 wurde ein Gutachten zum Zustand der Christuskirche beim Architektenbüro Harder und Pöpsel, Hagen, in Auftrag gegeben. Daraufhin gab es einen Spendenaufruf der Kirchengemeinde. Am 19. Januar 2014 wurde feierlich die (Wieder-)Einweihung der Christuskirche begangen. In diesem Zuge fand auch eine Inventarisierung der Kirche statt.
Die (visuell) größten Veränderungen stellen wohl das Entfernen des grünen Teppichbodens und die einheitliche, weiße Ausmalung mit grauen Akzenten da.

## Architektur
Die Christuskirche wurde im Stil der Neogotik erbaut, welcher in dieser Kirche in reduzierter Form Anwendung fand. Es handelt sich um eine Saalkirche. Die Außenmauern bestehen aus Ruhrsandstein.

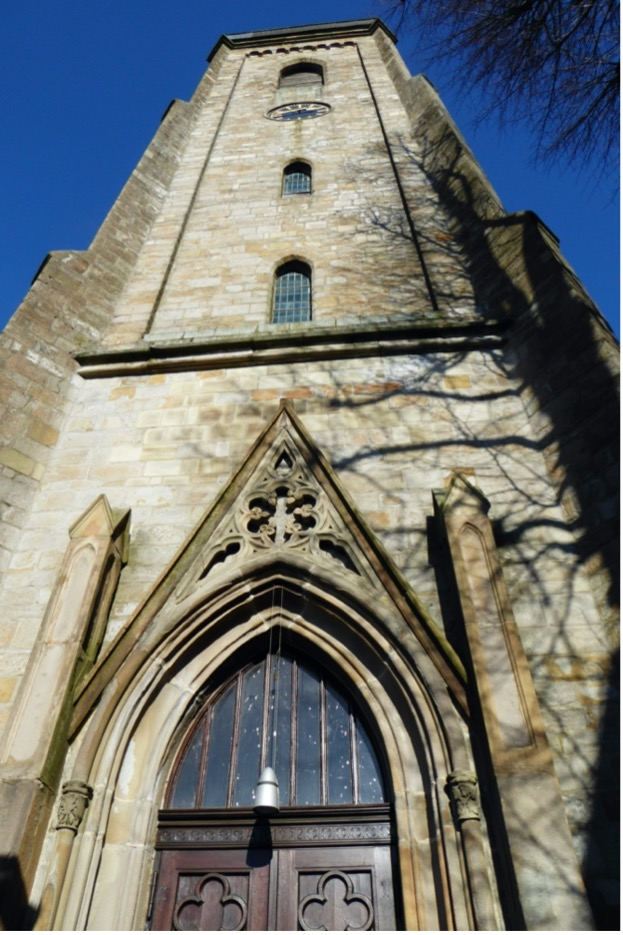
Portal und Turm

### Grundriss
Bei der Christus-Kirche handelt es sich um eine Saalkirche mit rechteckigem Grundriss und einer Art schmalem Vestibül, einer polygonalen Apsis und weiteren Anbauten. Die Kirche ist mit Apsis und Altarbereich geostet.
Durch eine fünfstufige Freitreppe gelangt man durch den Haupteingang in einen Vorbau, eine Art schmales, hervortretendes Vestibül mit Eingangsrisalit. Zwei seitliche, beinahe quadratische Treppenhäuser, die auf die Orgelempore führen, schließen sich seitlich an den Eingangsbereich an. Der eigentliche Saal der Kirche ist rechteckig und bestimmt damit das Aussehen der Kirche maßgeblich. Es existiert keine Schranke o. ä. zwischen Apsis und Saal. Im Osten befindet sich eine Apsis, bei welcher fünf Seiten eines Oktogons auch von außen sichtbar sind.

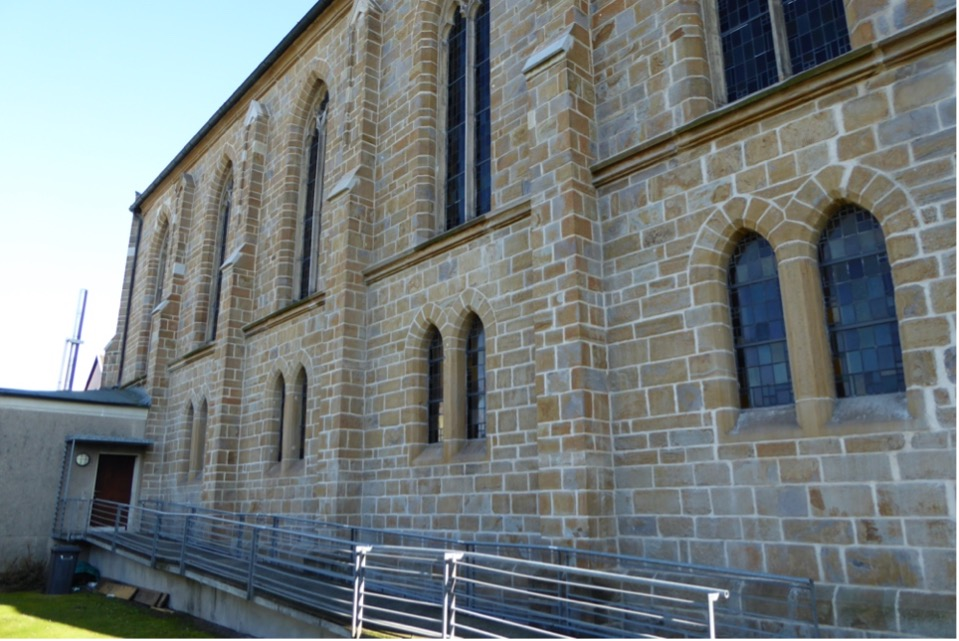
(Rollstuhl-)Rampe der Christuskirche

An die Apsis schließen sich zwei Räume an, südlich ein kleinerer, beinahe quadratischer mit der ungefähren Größe der Treppenhäuser. Auch er wird durch eine Außentür (nach Süden) abgeschlossen, zu welcher eine dreistufige Treppe hinaufführt. Im Norden, auf der gegenüberliegenden Seite der Apsis, befindet sich eine L-förmliche Raumanlage, welche jedoch erst später hinzugefügt wurde. Die drei Zugänge zu diesem Raum führen in den rechteckigen Saal und in die Apsis, außerdem ist über eine flache (Rollstuhl-)Rampe eine dritte Außentür zu erreichen.

### Außenbau

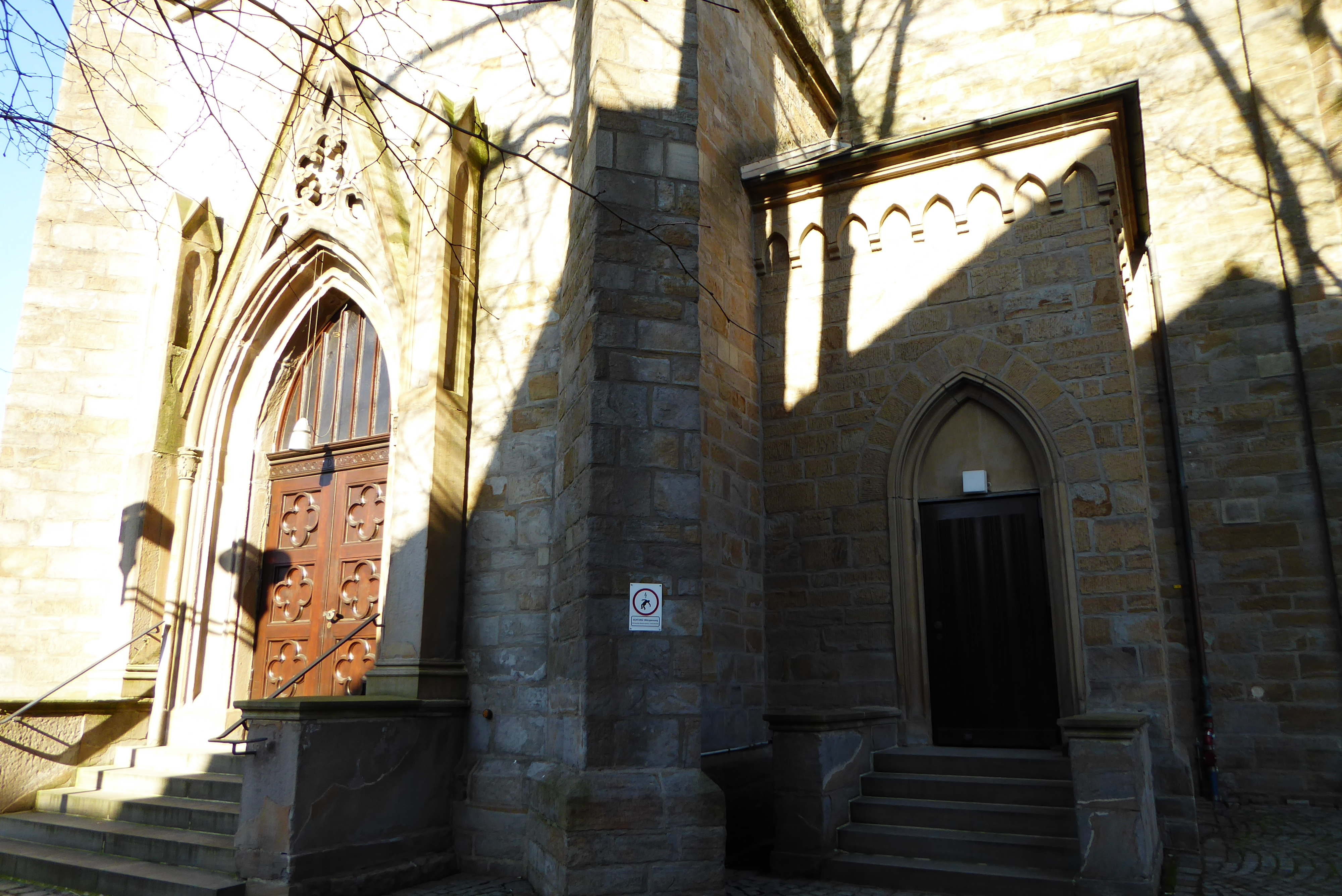
Portal und Seiteneingang

#### Hauptportal
Beim Hauptportal im Westen kann von einer Art Spitzbogenportal mit einer Gewändesäule gesprochen werden. Flankiert wird es von viereckigen Halbsäulen, welche mit Fialen abschließen. Oberhalb der Tür befindet sich ein Wimperg mit Blendmaßwerk, das in der Mitte einen Sechspass aufweist und von drei zu den Ecken zeigenden tropfenförmigen Ornamenten umrahmt wird, die an eine gerade Fischblase erinnern.

#### Außenmauern
Der denkmalgeschützte Außenbau, inklusive Apsis, lässt sich in zwei Zonen einteilen. Eine niedrigere untere Zone, bis zu dieser Höhe reichen die rechteckigen Anbauten, sowie eine höhere obere Zone. Zwischen diesen beiden Bereichen verläuft ein immer wieder durch das Strebewerk unterbrochenes Gurtgesims. An der Westseite ragt ein quadratischer Glockenturm über dem Eingangsbereich empor. Er lässt sich ebenfalls in zwei Zonen aufteilen. Die untere Zone ist höher als dies beim Langbau der Kirche der Fall ist. Dies resultiert aus dem Umstand, dass mit dem Gurtgesims am Turm die Dächer der kleinen, beinahe quadratischen Apsiden abschließen. Die zweite Zone ist im Vergleich zum restlichen Gebäude überlängt und kann hierbei wiederum in vier Zonen einteilt werden. In der zweiten von oben befindet sich das Zifferblatt der Kirchturmuhr.
Zwischen den Fenstern am Langbau lassen sich Strebepfeiler erkennen, welche eine Art nach unten weisende Auskragung, mit Pultdächern überfangen, im unteren Drittel der oberen Zone erfahren. Die polygonale Apsis weist radial abgehende, einzeln mit kleinen Pultdächern überdachte Strebepfeiler auf, die mit der gleichen Art von Auskragung versehen sind.

#### Fenster

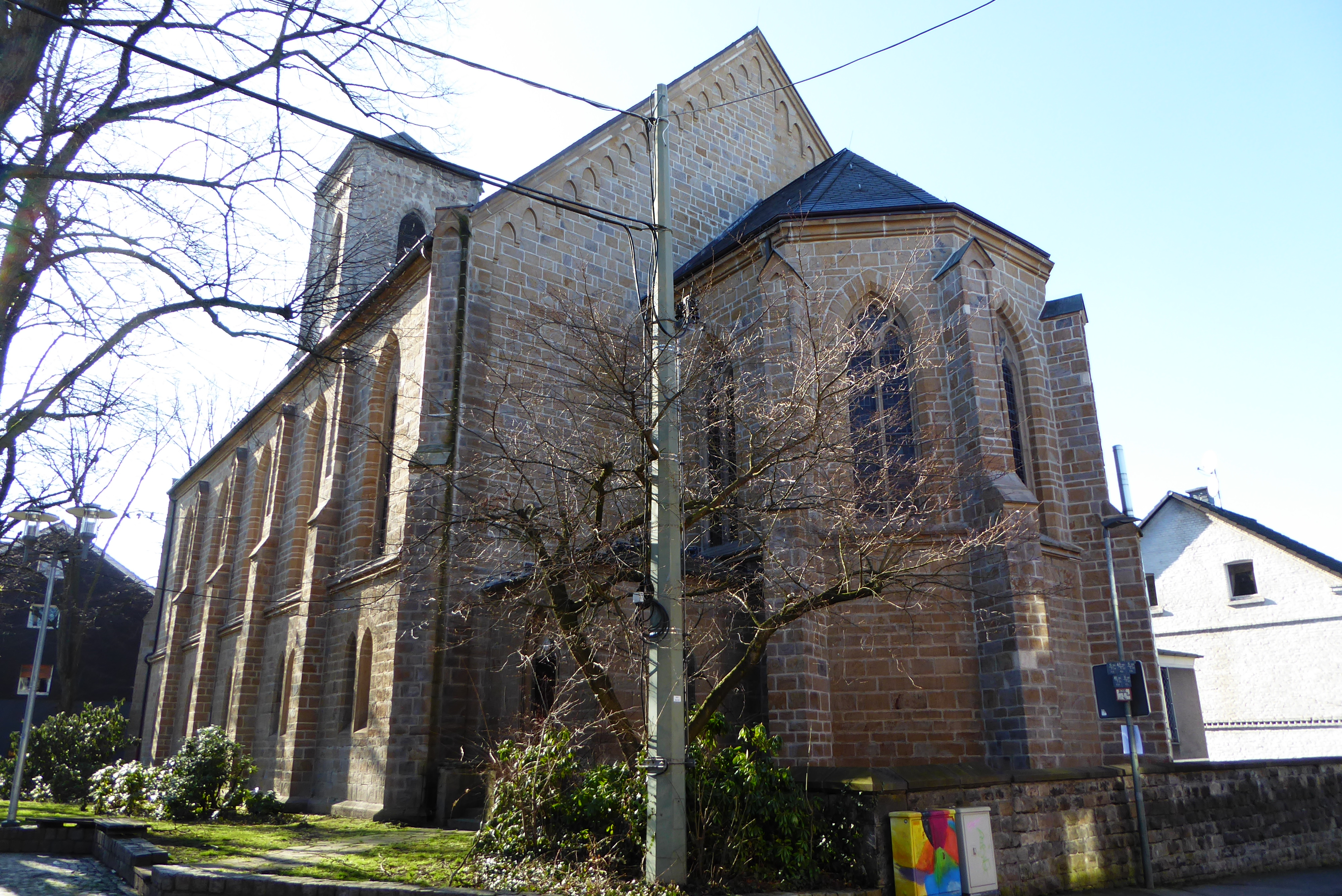
Außenansicht, Apsis

Die unteren Fenster am rechteckigen Langbau sind jeweils spitzbögige Doppelfenster. An den drei rechteckigen Apsiden befinden sich einzelne Spitzbögen. Bei der polygonalen Apsis hingegen sind in der unteren Zone keine Fenster eingearbeitet, was sich aus Beschaffenheit des Innenraums begründet (s. u.). In der oberen Zone korrespondiert jeweils ein größeres Fenster mit einem Doppelfenster in der unteren Zone. Diese größeren Fenster entsprechen in der Breite ca. einem Doppelfenster, ihre Höhe ist ca. doppelt so hoch. Es handelt sich bei den oberen, größeren Fenstern um Maßwerkfenster, welche sich in der Mitte und im unteren Bereich in zwei lange Bereiche einteilen lassen. Über jeweils zwei halben, stehenden Vierpässen werden sie von einem rund eingefassten, stehenden Vierpass bekrönt.
Die untere Zone des Glockenturms weist an drei Seiten zwei übereinander liegende schmale Fenster auf, die wie einzelne Fenster der Doppelfenster gearbeitet sind. Über der Uhr im Turm befinden sich an allen vier Seiten größere Fenster, allerdings ebenfalls ohne Maßwerk. Möglicherweise wurde das Maßwerk durch das von Granaten entstandene Feuer gesprengt. Früher war vermutlich das Glas der Fenster, besonders das der größeren, farbig gestaltet. Doch wurden diese vermutlich durch die Explosionen und den Brand zerstört.

#### Dächer
Überdacht wird der rechteckige Langbau von einem Satteldach. Die angefügten, kleineren, beinahe quadratischen Bauten sind mit Walmdächern abgeschlossen, wobei jeweils nur zwei nebeneinander liegende Seiten der Dächer, also nur zwei Walme, zu sehen sind. Die beiden anderen Seiten sind durch Langbau und Risalit (Saal und Turm) umgeben. Die Apsis ist von einem polygonalen Walmdach (fünf Walme) bedeckt. Der Turm ist mit einem nicht sehr hohen Zeltdach überdacht, welches ein Wetterhahn krönt. Vor dem Brand 1945 lag ein Knickhelmdach auf und insgesamt maß der Kirchturm 54 m.

### Innenraum
Durch eine rechteckige Tür als Haupteingang oder durch die beiden seitlichen, spitzbögigen Nebeneingänge gelangt man in den Innenraum. Diese befinden sich jeweils auf der Hälfte der Seitenlänge und haben zugemauerte Bogenelemente, sodass rechteckige Türen eingesetzt werden konnten. Hier wurde ursprünglich die Zweiteilung des Außenbaus aufgegriffen. Auch heute noch schließt sich auf der entsprechenden Höhe im Eingangsbereich eine Empore an. Seit dem Wiederaufbau handelt es sich dabei allerdings nur um eine Empore mit einem schmalen rechteckigen Grundriss und dient nur noch dazu die Orgel zu tragen. Die Empore stützt sich auf zwei, den Mittelgang flankierende, dorisierende Säulen. Auf die Empore gelangt man über die beiden jeweils an den Seiten liegenden Treppenhäuser durch spitzbögige Türen, welche genau über den Türen unterhalb der Empore liegen, jedoch keine Zumauerung zeigen.
Der Blick wird unmittelbar auf den Altarbereich gelenkt, da auf zusätzliche Gliederungsstücke innerhalb der Saalkirche verzichtet wurde. So wird bei den Betrachtenden das Gefühl einer größeren Breite und Länge erzeugt, als es tatsächlich der Fall ist. Die Sitzbänke sind in einem leichten Winkel angeordnet, was ebenfalls Weite erzeugt und die Blickrichtung zum Altar führt. So wirkt der Raum offen und modern.

#### Altarraumpodest und Apsis
Die Apsis wird mit dem restlichen Saal durch einen hohen Spitzbogen verbunden, der entgegen der allgemein verwendeten weißen Innenfarbe, grau umrahmt ist. Über drei Stufen gelangt man auf ein kleines Podest, das die hintere Schmalseite sowie den Altarbereich umfasst und Fenster in der unteren Zone dieses Bereichs verunmöglicht. Durch die kaum vorhandene Abgrenzung zum Langhaus entsteht zusätzlich die Illusion einer größeren Länge.
Links unmittelbar vor dem Podest führt eine Tür, die ein ursprünglich dortige Doppelfenster durchbricht, in einen Nebenraum. In der Apsis selbst sind zwei gegenüberliegende Türen eingelassen. Die minimale architektonische Untergliederung im Innenraum unterstreicht eindrucksvoll die Offenheit und Weite des Raumes.

#### Gewölbe, Fußböden und Ausmalungen
Über dem rechteckigen Langbau wölbt sich ein flaches, gedrücktes bzw. gestauchtes Tonnengewölbe mit einer Kassettierung in Rautenform. Über der Apsis wölbt sich ein Kreuzgratgewölbe. Das Paviment besteht aus grauen Steinplatten.
Die Kassettierung der Decke greift das grau-weiße Farbschema auf, ebenso wie die Graten des Kreuzgewölbes in der Apsis grau hervorgehoben sind. Die Kirche weist kein Bildprogramm auf, stattdessen sind die Wände schmucklos, verputzt und weiß gestrichen.
Die geradezu lichte Weite des Raumaufbaus wird zusätzlich durch die helle Ausmalung und das gezielte Setzen von Akzenten betont.
Wie groß der Einfluss der Ausmalung auf die Wirkung ist, wird auch daran sichtbar, wenn man einen Blick zur Gestaltung der Kirche vor den Sanierungsarbeiten und Umgestaltung (2012–2014) wirft. So lässt die einheitliche, helle Gestaltung mit der weichen, grauen Akzentuierung und dem Kontrast zum Fußboden die Kirche auf den Betrachter insgesamt größer und freundlicher wirken. Mittig vor der Apsis steht das Taufbecken. Auf dem Podest auf der rechten Seite befindet sich die Kanzel. Mittig in der Apsis steht der Altar.

## Ausstattung

### Altar
Der Altar stammt von 1974 und besteht aus Holz. Er hat die Maße 110,4 cm Höhe × 250 cm Breite × 125,5 cm Tiefe. Es handelt sich um eine Art Tisch mit zwei geschlossenen Seitenstützen und dazwischen befindlicher, mittlerer Verblendung. Dieser hölzerne Altar ersetzte den Stein-Altar aus dem Jahr 1953.

### Kanzel
Die Kanzel ist aus Holz und hat die Maße 127,5/149 cm Höhe × 138 cm Breite × 130 cm Tiefe. Es handelt sich um ein Sechseck mit zweizoniger Feldergliederung. Darüber sitzt das eigentliche Pult. Der Korb der Kanzel stammt von 1953. Ohne Sockel wurde er 1974 auf das Altarpodest gestellt.

### Taufbecken
Die Taufschale im Taufbecken ist aus Silber (925) und Bronze gearbeitet. Sie ist 56,5 cm im Durchmesser und wurde in den 1970ern oder 1980ern durch die Firma Düster in Essen hergestellt. Es handelt sich um eine silberne Schale, um welche ein bronzener, reliefierter Ring montiert wurde. Die Inschrift lautet wie folgt: „ICH BIN / BEI EUCH / ALLE TAGE“. Jeweils zwischen den einzelnen Wortpaaren befinden sich Symbole (trinitarisches Symbol, Lamm, Taufe, Dreiecke/Auge Gottes).
Der Sockel des Taufbeckens besteht aus Holz und hat die Maße 89, 2 cm Höhe sowie den Durchmesser 64/70 cm. Auf dem konkav geschwungenen, oktogonalen Sockel steht ein ebenfalls achteckiger, gerader Schaft. Darauf folgt ein wiederum achteckiger Aufsatz. Möglicherweise wurde damit das Oktogon der Apsis aufgenommen. Der Sockel stammt entweder von 1953 oder 1974.

### Orgel
Die Orgel befindet sich auf der Orgelempore an der westlichen, kurzen Wandseite. Sie ist aus dem Jahr 1956 und wurde von Raupach in Hattingen und Bosch in Kassel ausgeführt. Es handelt sich dabei um eine II/Ped., 20 Orgel.

### Glocken und Kirchturmuhr

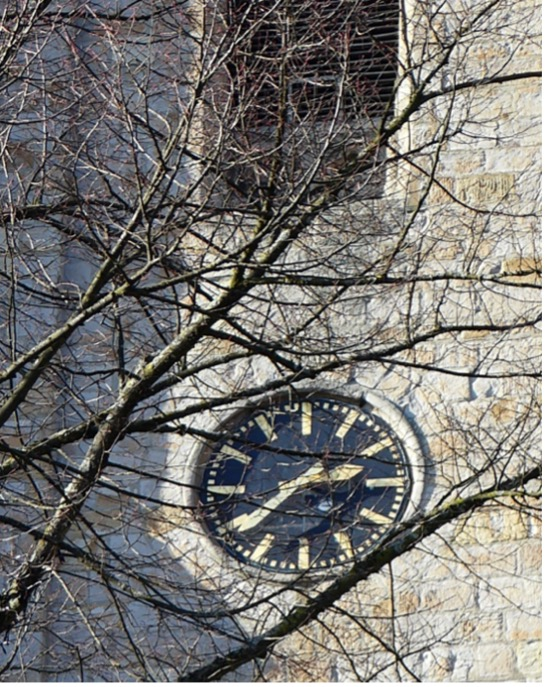
Ziffernblatt der Kirchturmuhr

Ursprünglich gab es drei Glocken, die zu 78 % aus Kupfer und zu 22 % aus englischem Banka-Zinn bestanden. Sie wurden 1917 im Ersten Weltkrieg (genauso wie die Orgelpfeifen) eingeschmolzen. 1922 wurden neue, aus Gussstahl gearbeitete Glocken eingesetzt, vom Bochumer Verein geliefert, mutmaßlich auch gegossen. Sie klingen in den Tönen dis, fis und a. Die größte Glocke wurde von Gustav Wolff, Inhaber der damaligen Lindener Maschinenfabrik Wolff, gestiftet. Sein Name steht noch heute auf der Glocke. Geweiht wurden die Glocken am Sonntag, 29. Oktober 1922.
Man sieht drei Zifferblätter zu drei Seiten des Turms (Nord-, West- und Südseite); sie stammen ca. von 1950, zur Zeit des Wiederaufbaus.

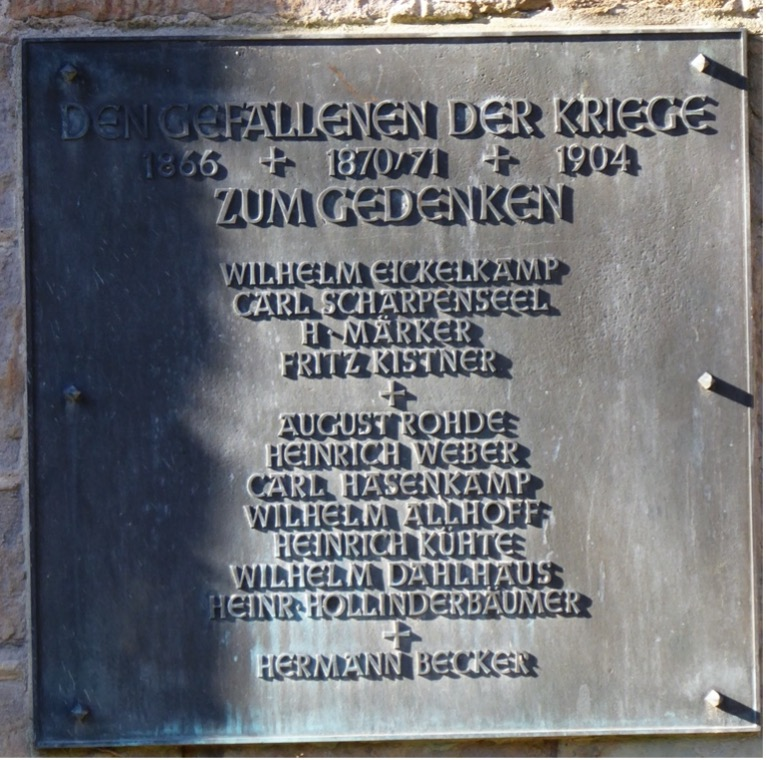
Gedenktafel für Gefallene

### Gedenktafel für Gefallene
Außen an der Kirche (Südseite des Langhauses) ist eine Gedenktafel für die Gefallenen der Kriege aus den Jahren 1866, 1870/81 und 1904 angebracht. Die Tafel besteht aus Bronze und ist 82 cm hoch und 85 cm breit. Sie stammt aus den 1950er-Jahren und ersetzt das ursprüngliche Denkmal von 1877, das vor der Kirche stand und 1945 zerstört wurde.
Die hervortretende Inschrift liest sich wie folgt: „DEN GEFALLENEN DER KRIEGE / 1866 + 1870/71 + 1904 / ZUM GEDENKEN / [folgen Namen in drei Gruppen, 4 / 7 / 1 Name(n)]“, die einzelnen Gruppen werden durch griechische Kreuze getrennt.

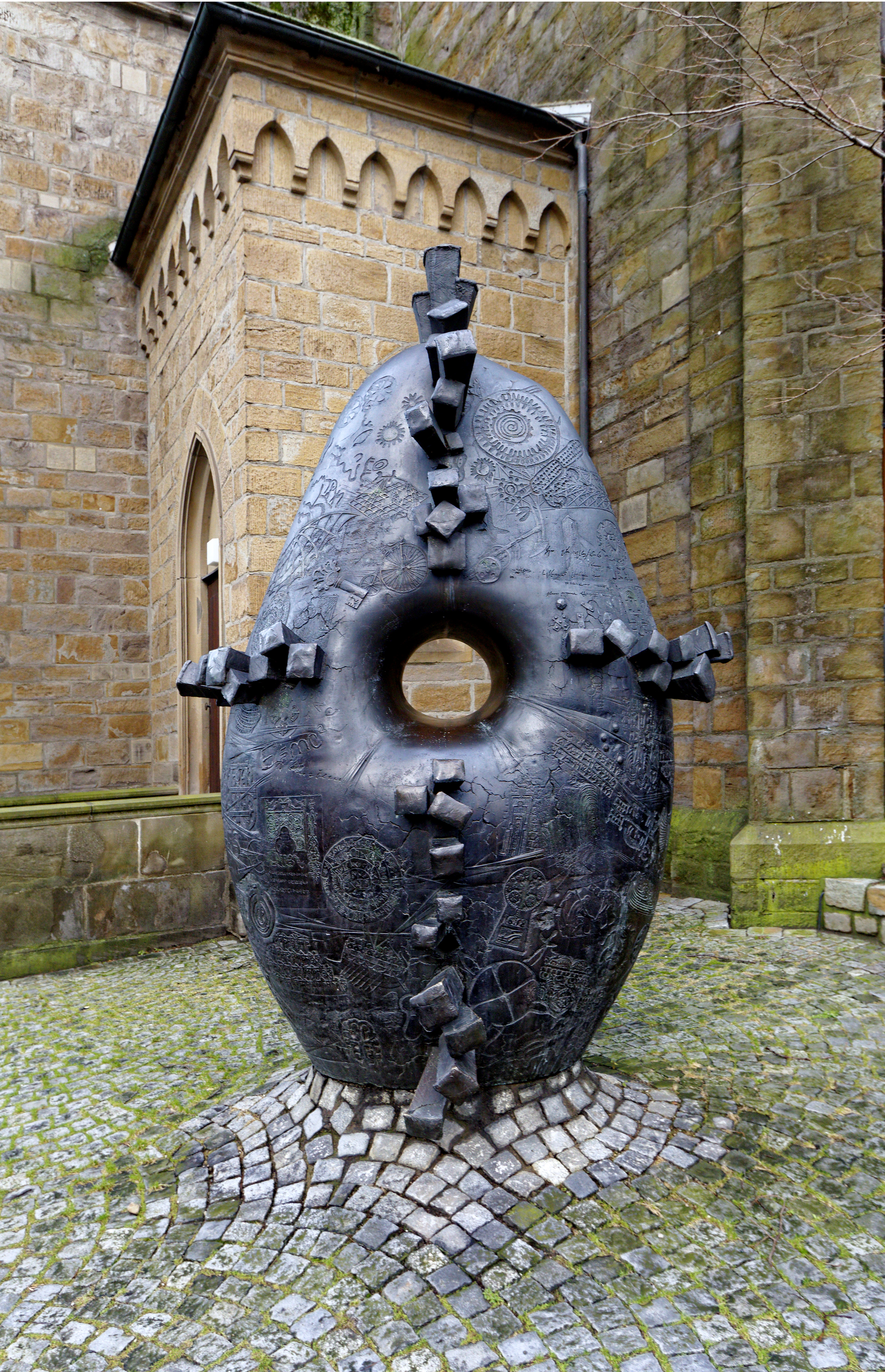
Pulsar – Botschaft des Friedens

## Skulptur „Pulsar – Botschaft des Friedens“
Auf dem Vorplatz der Kirche im Süden steht die 2005 von Albert Vardanyan geschaffene Skulptur „Pulsar – Botschaft des Friedens“. Sie wurde nach dem Völkermord in Armenien als Mahnmal aufgestellt. Die Skulptur ist 295 cm hoch, 190 cm breit und ca. 115 cm tief.